# Eriphostoma
Eriphostoma is een geslacht van uitgestorven therapsiden, behorend tot de Gorgonopsia. Het dier leefde in het Midden-Perm in zuidelijk Afrika.

## Fossiele vondsten
Fossielen van Eriphostoma zijn gevonden in de bovenste subzone van de Tapinocephalus-faunazone in de Karoo in Zuid-Afrika. Hiermee is Eriphostoma na Phorcys het oudste taxon uit de Gorgonopsia. De fossiele vondsten dateren uit het Capitanien.
Eriphostoma werd in 1911 benoemd door Robert Broom. De later beschreven taxa Scylacognathus (1913), Galesuchus (1915) en Eoarctops (1929) werden uiteindelijk geduid als synoniem.

## Kenmerken
Met een schedellengte van 10 tot 15 cm en een geschatte lengte van een halve meter was Eriphostoma met het formaat van een vos een van de kleinste gorgonopsiërs. Ten opzichte van de andere gorgonopsiërs had Eriphostoma een relatief korte snuit en grote oogkassen. Op het gehemelte zat een groot aantal tanden. Bij latere gorgonopsiërs was dit aantal beperkter.